# Bergsnämndeman
Bergsnämndeman var bisittare i bergstingsrätten, och utgjordes av åldermän.
För varje bergstingslag fanns tolv bergsnämndemän.